# Renacimiento fusilado

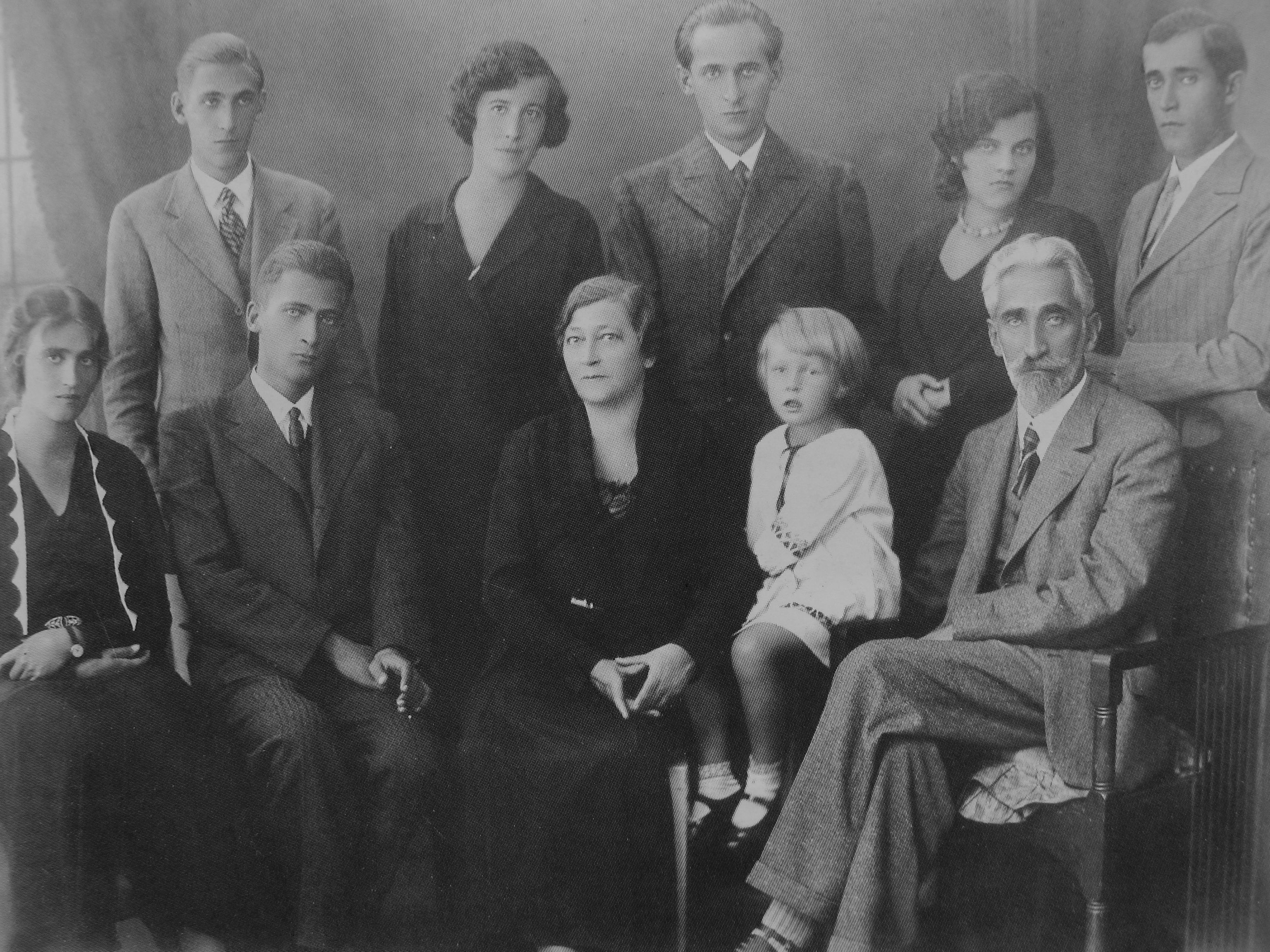
La familia Krushelnytsky, a principios de la década de 1930. Sentados (de izquierda a derecha): Volodýmyr, Tarás, María (madre), Larisa y el padre, Antín. De pie: Ostap, Galya (esposa de Iván), Iván, Natalia (esposa de Bohdán), Bohdán.
Entre 1934 y 1937, Volodýmyr, Tarás, Antín, Ostap, Iván y Bohdán fueron represaliados y ejecutados. Esta foto se convirtió en un símbolo del exterminio de la intelectualidad ucraniana por parte del régimen estalinista.

Renacimiento fusilado o ejecutado, también conocido como Renacimiento rojo, (en ucraniano: Розстріляне відродження, Червоний ренесанс, romanizado: Rozstríliane vidródzhennia, Chervonyi renesáns) es un término utilizado para describir la generación de escritores y artistas ucranianos de la década de 1920 y principios de la de 1930 activos en la República Socialista Soviética de Ucrania y que fueron ejecutados o reprimidos por el régimen totalitario de Stalin. El término fue sugerido por primera vez por el publicista polaco Jerzy Giedroyc en su carta al investigador de literatura ucraniano Yuri Lavrinenko, que luego lo usó como título para la colección de las mejores obras literarias de esa generación.

## Antecedentes
La caída del Imperio ruso tras la Revolución de Febrero de 1917, la consiguiente abolición de la censura imperial, el establecimiento de un estado ucraniano independiente, la República Popular Ucraniana, y la indulgencia cultural que mostró el régimen soviético en la década de 1920 llevaron a un asombroso renacimiento de la actividad literaria y cultural en Ucrania. Aparecieron decenas de nuevos escritores y poetas y formaron decenas de grupos literarios que cambiaron el rostro de la literatura ucraniana. Estos procesos fueron apoyados por políticas de nativización (en Ucrania se llamó ucranización), Nueva Política Económica (capitalismo de estado) y eliminación del analfabetismo.

## Nombre
La metáfora del «renacimiento fusilado» o «ejecutado» fue propuesta por Jerzy Giedroyc, el editor de Kultura. Usó esta frase por primera vez en una carta a Yuri Lavrinenko fechada el 13 de agosto de 1958, sugiriéndola como el título de una antología de la literatura ucraniana de 1917 a 1933, que Lavrinenko había preparado a pedido de Giedroyc: «Sobre el título. ¿Será mejor darle un nombre genérico: ‹Renacimiento ejecutado. Antología 1917-1933›, etc.› El nombre sonaría espectacular. Por otro lado, el humilde nombre de ‹Antología› solo puede facilitar la penetración del telón de acero. ¿Qué opinas?». «Entonces, déjalo», fue la respuesta.
La antología El renacimiento fusilado: antología de 1917-1933: Poesía—prosa—drama—ensayo (en ucraniano: Розстріляне відродження: Антологія 1917—1933: Поезія—проза—драма—есей) apareció por iniciativa y la financiación  de Jerzy Giedroyc en la Biblioteca de Cultura de París en 1959 y sigue siendo la fuente más importante en la historia de la literatura de Ucrania de ese período. Representa los mejores ejemplos de poesía, prosa y ensayo de Ucrania en las décadas de 1920 y 1930.
Según la investigadora de literatura ucraniana de la década de 1920, Yarina Tsymbal, «Renacimiento fusilado» era un buen nombre para una antología, pero inadecuado para toda la generación de intelectuales creativos. La denominación «Renacimiento rojo", en su opinión, es una metáfora más adecuada porque es un autotítulo. Apareció por primera vez en 1925, cuando tanto el libro Renacimiento de la literatura ucraniana de Olexander Leites como el poema «La llamada del renacimiento rojo» de Volodýmyr Gadzinskyi se publicaron de forma simultánea e independiente. El mismo año, se publicó la revista Neo-Lif, con un prefacio en el que, también escrito por Gadzinskyi, decía: «Para nosotros, el pasado es sólo un medio para conocer el presente y el futuro, una experiencia útil y una práctica importante en la gran estructura del Renacimiento rojo».

## Nueva élite
Lavrinenko, sin embargo, vio el Renacimiento fusilado como algo más que el título de una antología, y lo presentó como un término que resume no solo el martirio de los escritores ucranianos, sino también uno que representa su legado y su poder para resucitar la cultura ucraniana. El paradigma del Renacimiento fusilado, junto con la perspectiva comunista nacional y el marco para nacionalizar a los primeros intelectuales soviéticos de Ucrania, surgiría más tarde como el componente de un esfuerzo por establecer una oposición nacional al régimen comunista con la nueva élite intelectual contribuyendo eventualmente a una lucha por un país independiente y unido.
Los principales componentes de la perspectiva de la nueva élite eran la rebelión, la independencia de pensamiento y la creencia genuina en sus propios ideales. En su mayoría, fueron los intelectuales quienes apostaron por esta personalidad, no la masa. Su «sovieticidad» exterior escondía profundas búsquedas y cuestionamientos.
Surgida de las masas de las clases bajas (sirvientes, sacerdotes, trabajadores, campesinos), la nueva generación de la élite ucraniana a menudo no tuvo la oportunidad de recibir una educación sistemática debido a la guerra, el hambre y la necesidad de ganarse el pan de cada día. Pero, trabajando «al borde de lo posible», tratando de aprovechar todas las oportunidades para familiarizarse con la cultura mundial, para extender las alas de la creatividad, se imbuyeron de las últimas tendencias y crearon un arte realmente moderno.
En este momento llegaba una nueva generación, con una carga moral de victorias y derrotas de la lucha por la independencia nacional, con una comprensión del camino de Ucrania en la historia mundial, independiente en los juicios, con diversas ideas sobre el desarrollo de la literatura ucraniana, cuando, según S. Pavlychko, la literatura «tuvo una audiencia mucho más amplia que nunca. El nivel de educación de esta audiencia había aumentado. Por primera vez, un gran número de escritores e intelectuales trabajaban en la literatura. Por primera vez, los científicos ucranianos se dirigían a la audiencia de las universidades nacionales. Por primera vez se diferenciaron rápidamente diferentes direcciones artísticas, grupos y escuelas.» Sin embargo, la tendencia a la modernización de la vida cultural coexistió desde el principio con una tendencia paralela a su subordinación a la ideología y luego a su completa destrucción.

## Proceso literario
Los escritores en su mayoría se consolidaron en organizaciones literarias con diferentes estilos o posiciones. El período entre 1925 y 1928 se caracterizó por la «discusión literaria» por iniciativa de Mykola Jvylovy. Un objeto de la discusión fueron las formas de desarrollo de la nueva literatura soviética ucraniana y el papel del escritor en la sociedad. Jvylovy y sus asociados apoyaban una orientación hacia la cultura de Europa occidental en lugar de la rusa, rechazaban la «grafomanía roja» (aunque no rechazaban el comunismo como ideología política).
Las principales organizaciones literarias de esa época fueron:
- Hart (en ucraniano: Гарт, que significa endurecimiento) existió entre 1923-25. Su objetivo principal era la unión de todo tipo de artistas proletarios con un mayor desarrollo de la cultura proletaria. Uno de los requisitos de Hart era el uso del idioma ucraniano. La organización dejó de existir después de la muerte de su líder Vasil Ellan-Blakitni.[10]
- VAPLITE (en ucraniano: ВАПЛІТЕ, abreviación de Academia Libre de Literatura Proletaria) fue creada en 1926 por Mykola Jvylovy sobre la base de Hart. Su objetivo era crear una nueva literatura ucraniana mediante la adopción de los mejores logros de la cultura de Europa occidental. VAPLITE aceptaba el comunismo como ideología política pero rechazaba la necesidad del significado ideológico de la literatura como principal requisito. Entre los miembros de VAPLITE estaban Aleksandr Dovzhenko, Mykola Kulish, Les Kurbas, Maik Yohansen, Pavló Tychyna, Oleksa Slisárenko, Mikola Bazhan, Yuri Smolych, Yulian Shpol.[11]
- MARS (en ucraniano: МАРС, abreviación de Taller de literatura revolucionaria) existió entre 1924-29 (inicialmente bajo el nombre de «Lanka»). El postulado principal de MARS era describir honesta y artísticamente la época. Entre sus miembros estaban Valerian Pidmohilni, Hrihori Kosinka, Yevhen Pluzhnik, Boris Antonenko-Davidovich, Todos Osmachka, Ivan Bahriani, Maria Halich.
- Aspanfut (en ucraniano: Аспанфут), más tarde Komunkult (en ucraniano: Комункульт) era una organización de futuristas ucranianos. Sus valores eran «Comunismo, internacionalismo, industrialismo, racionalización, inventos, calidad».[12] Entre sus miembros estaban Mijailo Semenko, Heo Shkurupi, Yuri Yanovski, Yulian Shpol.
- Neoclásicos (en ucraniano: Неокласики) fue un movimiento literario de modernistas entre cuyos seguidores estaban Mikola Zerov, Maksym Rylsky, Pavló Filipóvich, Mijailo Drai-Jmara. Nunca establecieron una organización o programa formal, pero compartían intereses culturales y estéticos. Estaban preocupados por la producción de arte elevado y desdeñaban el «arte de masas», la escritura didáctica y el trabajo propagandístico.[13]
- Pluh (en ucraniano: Плуг, que significa arado) fue una organización de escritores rurales. Su principal postulado fue «luchar contra la ideología propietaria entre los campesinos y promover los ideales de la revolución proletaria». Entre sus miembros estaban Serhi Pilipenko, Petro Panch, Dokia Humenna, Andri Holovko.[14]
- Zájidna Ukraína (en ucraniano: Західна Україна; en español, Ucrania Occidental) - a partir de abril de 1926 se separó de Pluh como organización literaria independiente, que incluía a 50 escritores y artistas que vinieron de las tierras de Ucrania occidental en Kiev, Odesa, Dnipró, Poltava. Estuvo encabezado por Dmitro Zahul y más tarde por Miroslav Irchan.

## Innovación
La prosa se dividió en dos corrientes: prosa argumental (narrativa) y prosa no argumental. En las obras sin trama, lo principal no era la oración o la palabra, sino el subtexto, el espíritu, el «olor de la palabra», como decía Jvilovi. El estilo de fuertes sentimientos y penetración de los fenómenos se denomina neorromanticismo o expresionismo. Mikola Jvilovi, Yuri Yanovski, Andri Holovko, Julian Shpol, Oleksa Vliko, Les Kurbas, Mikola Kulish y muchos otros trabajaban en esta dirección.
La idea principal de la novela Я (Романтика) [Yo soy (romance)] de Jvilovi es una decepción con la revolución, las sangrantes contradicciones y la división del hombre de esa época. El personaje principal es una persona sin nombre y, por tanto, sin personalidad, sin alma. Por el bien de la revolución, mata a su madre y se reprocha a sí mismo con la pregunta: «¿Valió la revolución tal sacrificio?»
Por primera vez en la literatura ucraniana, elementos de la filosofía existencialista aparecieron en La ciudad (novela) de Valeryán Pidmogylny. El personaje principal va en búsqueda del placer y se mueve entre la satisfacción de las necesidades físicas y las más altas necesidades religiosas. Sin embargo, incluso en un tema tan complejo, el escritor no convierte la novela en una simple narración de la filosofía del «pueblo», sino que la incluye creativamente en su aplicación a la cosmovisión nacional.
En poesía, lo más interesante es la búsqueda de los simbolistas Oleksandr Oles y Pavló Tychyna. En su colección Los clarinetes del sol, Tichina reflejó la amplitud de una mente educada y sutil que contempla la riqueza de la naturaleza ucraniana, queriendo llegar a sus causas profundas.
A mediados de la década de 1930, el Partido Comunista de la URSS comenzó a operar con métodos más agresivos: represión, silencio, crítica aplastante, detenciones, ejecuciones. Los escritores se enfrentaron a la elección entre el suicidio (Jvilovi), la represión y los campos de concentración (Boris Antonenko-Davidovich, Ostap Vishnia), el silencio (Ivan Bahriani, V. Domontovich), la emigración (V. Vinnichenko, Y. Malaniuk) o escribir obras sobre la glorificación del partido (P. Tychyna, M. Bazhán). La mayoría de los artistas fueron reprimidos y fusilados.

## Represión, detenciones y ejecuciones
A fines de la década de 1920, Stalin abolió la Nueva Política Económica y volvió a la colectivización forzosa. En este contexto también ocurrieron cambios en la política cultural. Un ejemplo temprano fue el proceso de la Unión por la Libertad de Ucrania en 1930, una farsa juidicial de 474 personas (en su mayoría científicos), 15 de los cuales fueron ejecutados y 248 enviados a prisión.
El comienzo del exterminio masivo de los inelectuales ucranianos fue en mayo de 1933, cuando Mijailo Yalovi fue arrestado y el suicidio de Mikola Jvilovi tuvo lugar en el edificio «Slovo» [palabra] de Járkov.
La campaña se concentró en los años de 1934 a 1940, alcanzando su punto máximo durante la Gran Purga de 1937-1938. En total, 223 escritores fueron objeto de hostigamiento, arresto y, en varios casos, encarcelamiento y ejecución. La culminación de las acciones del régimen represivo soviético fueron las ejecuciones masivas de los «contrarrevolucionarios» cometidas en vísperas del 20 aniversario de la Revolución de Octubre. Casi trescientos representantes del renacimiento ucraniano de la década de 1920 fueron fusilados entre el 27 de octubre y el 4 de noviembre en Sandarmoj, un enorme campo de exterminio en Karelia (noroeste de Rusia).
Sobrevivieron algunos representantes importantes de esta generación. Permanecieron en la Unión Soviética (Oleksandr Dovzhenko, Pavló Tychyna, Maksym Rylsky, Boris Antonenko-Davidovich, Ostap Vishnia y Mykola Bazhán) o emigraron (Ulas Samchuk, Yuri Shevelov e Ivan Bahriani).

### Escala de la tragedia
No se conocen datos exactos sobre el número de intelectuales ucranianos afectados durante la represión estalinista del período. Según algunos autores, este número llegó a las 30 000 personas. En cambio, es bastante simple determinar el número aproximado de personas reprimidas entre los escritores: la disponibilidad de sus publicaciones a principios y finales de la década de 1930. Según la estimación de la Asociación de Escritores Ucranianos «Slovo» (la organización de escritores ucranianos en la emigración), que se envió el 20 de diciembre de 1954 al Segundo Congreso de la Unión de Escritores Soviéticos, en 1930 se imprimieron 259 escritores ucranianos y después de 1938 se imprimieron solo 36 (13,9%). Según la organización, 192 de los 223 escritores «desaparecidos» fueron reprimidos (ejecutados o recluidos los campos de concentración del Gulag, con posible posterior ejecución o muerte), 16 desaparecidos, 8 se suicidaron.
Estos datos están de acuerdo con el martirologio de los escritores ucranianos del «Altar del Dolor» (compilador jefe - Olexii Musiienko), que incluía 246 escritores víctimas del terror de Stalin.
Según otras fuentes, de 260 escritores ucranianos, 228 fueron reprimidos.
| |
| Hnat Jotkevich (31 de diciembre de 1877 - 8 de octubre de 1938), escritor, etnógrafo, dramaturgo, compositor, musicólogo y bandurista. |

|                                                                                 |
| Mikola Jvilovi (13 de diciembre de 1893 - 13 de mayo de 1933) prosista y poeta. |

|                                                                                            |
| Hrihori Kosinka (29 de noviembre de 1899 - 15 de diciembre de 1934), escritor y traductor. |

| |
| Mikola Kulish (19 de diciembre de 1892 - 3 de noviembre de 1937), escritor en prosa y dramaturgo; fusilado en Sandarmoj. |

| |
| Les Kurbas (25 de febrero de 1887 - 3 de noviembre de 1937), director de cine y teatro; fusilado en Sandarmoj. |

| |
| Valerian Pidmohilni (2 de febrero de 1901 - 3 de noviembre de 1937), escritor en prosa; fusilado en Sandarmoj. |

| |
| Klim Polishchuk (25 de noviembre de 1891 - 3 de noviembre de 1937), periodista, poeta y prosista; fusilado en Sandarmoj. |

| |
| Lyudmila Staritska-Chernyajivska (17 de agosto de 1868 - 1941), escritora, traductora y crítica literaria. |

| |
| Mijailo Yalovi (5 de junio de 1895 - 3 de noviembre de 1937), poeta, prosaista y dramaturgo; fusilado en Sandarmoj. |

| |
| Maik Yohansen (seudónimos: Willy Wetzelius y M. Kramar) (16 de octubre de 1895 - 27 de octubre de 1937), poeta, prosista, dramaturgo, traductor, crítico y lingüista; fusilado en Sandarmoj. |

|                                                                                         |
| Volodimir Svidzinski (9 de octubre de 1885 - 18 de octubre de 1941), poeta y traductor. |

| |
| Ivan Bahriani (2 de octubre de 1906 - 25 de agosto de 1963), escritor, ensayista, novelista y político. |

| |
| Boris Antonenko-Davidovich (5 de agosto de 1899 - 8 de mayo de 1984), escritor, traductor y lingüista. |

| |
| Mijailo Boichuk (30 de octubre de 1882 - 13 de julio de 1937), pintor, más conocido como monumentalista. |

| |
| Mijailo Semenko (19 de diciembre de 1892 - 24 de octubre de 1937), poeta, destacado representante de la poesía futurista ucraniana de la década de 1920. |

| |
| Mikola Zerov (26 de abril de 1890 - 3 de noviembre de 1937), poeta, traductor, erudito y crítico literario y clásico. |

|                                                                                                  |
| Yevhen Pluzhnik (26 de diciembre de 1898 - 2 de febrero de 1936), poeta, dramaturgo y traductor. |

|                                                                                     |
| Hrihori Epik (17 de enero de 1901 - 3 de noviembre de 1937), escritor y periodista. |